# Klidová hmotnost
Klidová hmotnost tělesa je velikost hmotnosti tohoto tělesa, kterou naměří pozorovatel, vůči němuž je těleso v klidu. Uvádí se hlavně u elementárních částic, kde se často klidová hmotnost značně liší od hmotnosti pozorované.
Klidové hmotnosti {\displaystyle m_{0}} přísluší podle vztahu E=mc² energie {\displaystyle E_{0}=m_{0}c^{2}}, která bývá také označována jako klidová energie.
Změnu hmotnosti tělesa předpovídá speciální teorie relativity. Pokud se těleso vůči pozorovateli pohybuje, naměří tento pozorovatel vždy větší hmotnost, než kdyby pozoroval těleso v klidu. Jedno z vysvětlení změny hmotnosti jsou transformační relace ze speciální teorie relativity mezi různými vztažnými soustavami
{\displaystyle m={\frac {m_{0}}{\sqrt {1-{\frac {v^{2}}{c^{2}}}}}}}
kde {\displaystyle m_{0}} je klidová hmotnost tělesa, {\displaystyle m} je jeho pozorovaná hmotnost, {\displaystyle v} je velikost jeho rychlosti vůči pozorovateli a {\displaystyle c} je rychlost světla ve vakuu. Přímočařejší vysvětlení poskytuje kinetická energie, kterou každé pohybující se těleso má a která podle slavného Einsteinova vzorce E=mc² má také hmotnost.
V běžném světě jsou rychlosti těles malé, proto žádná změna hmotnosti není pozorována. V mikrosvětě se však hmota často pohybuje rychlostmi blízkými rychlosti světla a změna hmotnosti je již nezanedbatelná. V urychlovačích jsou běžné částice, které mají mnohonásobně vyšší hmotnost, než je jejich hmotnost klidová.

## Částice s nulovou klidovou hmotností
Existují i částice s nulovou klidovou hmotností, například fotony. Kvůli nulové klidové hmotnosti se vždy pohybují rychlostí světla a jejich relativistická hmotnost je dána velikostí energie, kterou přenáší a která je přímo úměrná frekvenci. Další částice s nulovou klidovou hmotností mohou být neutrina, ale pravděpodobně nějakou nenulovou klidovou hmotnost mají. Hmotnost je s vysokou pravděpodobností <1,5.10^-37 kg, ale nulová není. I hypotetické částice gravitačního pole – gravitony – by měly mít nulovou klidovou hmotnost.